# Томская домостроительная компания
Томская домостроительная компания (ОАО ТДСК) — советская и российская строительная организация сибирского региона, является крупнейшим застройщиком в Томске и Томской области.
Компания создана в 1972 году, головной офис расположен в городе Томске.
Холдинг ТДСК состоит из 23 предприятий, обеспечивающих полный цикл проведения профильных работ: от проектирования и производства строительных материалов до обеспечения телекоммуникациями и жилищно-коммунального обслуживания сданных объектов.
Особенностью компании, является практика возведения целых жилых микрорайонов, так например в Томске, значительная доля жилого фонда построена компанией ТДСК, в рамках застройки микрорайонами: Радужный, Зелёные Горки, Южные Ворота и пр.
Руководителем компании является Шпетер Александр Карлович, с 1 февраля 1990 года, заслуженный строитель Российской Федерации, кандидат экономических наук, депутат Законодательной думы Томской области.
Компания входит в ТОП-10 крупнейших застройщиков России 2013 года по версии газеты «КоммерсантЪ». В 2014 году компанию включили в рейтинг крупнейших застройщиков жилой недвижимости INFOLine Building Russia TOP (полная версия рейтинга). В 2015 году, ТДСК сохранило свои позиции прошлых лет, 8-е место в аналогичном рейтинге, при этом объём жилищного строительства ТДСК в 2015 году вырос на 34,7 % и составил 396 тыс. м². В 2016 году компания включена в ежегодное полноцветное издание «Богатство Сибири», спецвыпуск «Российской газеты», где отмечаются успехи компании в реализации строительных проектов, а также анонсируется дальнейшая экспансия ТДСК на рынок недвижимости Сибири начатую в 2013 году. В Новосибирске, деятельность компании отмечается независимыми аналитиками положительно: компания привнесла новые технологии панельного домостроения в регион.
Уставный капитал компании по состоянию на 04.02.2015 — 77 573 149 руб.
Анализ финансового состояния, список аффилированных лиц, квартальные отчёты, решения эмитента и список акционеров находится в публичном доступе.

## Деятельность
Компания ТДСК специализируется на возведении объектов жилой и коммерческой недвижимости, реализуя проекты застройки целыми микрорайонами, являясь одной из крупнейших компаний экономики Томской области. Большая часть возводимого жилого фонда, относится к категории эконом-класса. Преимущественно используется панельное домостроение, а также монолитное, сборно-каркасное, кирпичное. Применяется и малоэтажное коттеджное домостроение из газобетона и клеёного бруса.
Основные объекты компании расположены в Томской области, а также в Новосибирской и Кемеровской областях.
ТДСК располагает собственными производственными мощностями, по выпуску строительных материалов, что обеспечивает компанию необходимыми комплектующими для ведения строительства. ТДСК строит и реализует недвижимость в том числе и в рамках программ государственной поддержки, например «Жильё для российской семьи».
Томская домостроительная компания (ТДСК) занимает большую часть рынка Томской области — по разным оценкам, доля компании колеблется от 45 до 60 % Доля ТДСК на рынка многоквартирных домов — основном для Томска, оценивается в 66 %, что, фактически, можно признать монопольным положением. Однако по оценкам Национального Объединения Застройщиков Жилья, доля компании на рынке Томской области лишь 38,3 % С 2014 года компания входит в десятку крупнейших застройщиков России, годом ранее компания приступила к экспансии на рынок Новосибирска, построив микрорайон Тулинка Проектная мощность компании составляет 600 тысяч м² жилья в год.
Компания никогда не являлась фигурантом процессов об обманутых дольщиках, срывах сроков сдачи строительных объектов и тому подобных.
Дочерняя компания АО «СУ ТДСК» была признана банкротом, по сколькому было подано заявление в суд компанией «Союзлифтмонтаж» из-за долга. Заседание запланировано на 20 августа.

## Предприятия холдинга
Холдинг построен таким образом, чтобы подразделения компании обеспечивали весь цикл строительных, коммерческих и девелоперских работ: от выпуска строительных материалов, до жилищно-коммунального обслуживания построенного фонда.

## Отделка фасадов
Силикатная штукатурно-грунтовочная смесь — новый материал для отделки фасадов зданий. При затворении водой представляет собой готовый к употреблению состав, предназначенный для выравнивания поверхностей, заделки различных щелей и трещин, подготовки основания, обеспечения высокой степени сцепления отделываемой поверхности с грунтовкой и грунтовки с последующими слоями (керамическая, цементная, газобетонная, пеностекольная плитки), а также для гидроизоляции поверхности.
Силикатная грунтовочно-штукатурная смесь содержит в своём составе многокомпонентную полимерную добавку, ускоряющую твердение неорганического вяжущего. Это обеспечивает затвердевшему покрытию прочность и водостойкость. Смесь обладает пластичностью, обеспечивает получение качественной поверхности при низких трудозатратах.
Вентилируемые фасады - применяются в ряде проектов уровня кофорт-класс и выше: ЖК "На Комсомольском",  каркасно-кирпичные дома в Южных Воротах, дома новой серии в ЖК "Ботаника"

## Дома нового поколения
С 2000 года началось строительство первых ширококорпусных домов, соответствующих новым требованиям СНиП по теплотехническим характеристикам, где будут использованы новые материалы собственного производства.
Проект усовершенствованной 75 серии прошёл сертификацию Госстроя России и отвечает всем требованиям по теплозащите и энергосбережению, что позволяет вести строительство в широкой климатической зоне от Урала до Салехарда.
Применяется новое архитектурно-планировочное решение — квартиры становятся больше, красивее и удобнее; новый фасад — вместо балконов лоджии и поверхность из нового силикатного материала; принципиально новое конструктивное решение чердака и кровли, исключающее протечки; машинное отделение лифтов будет находиться в чердачном помещении.
Изменена конструкция наружной стены, ликвидированы мостики холода, увеличена толщина теплоизоляционного слоя.
Эти дома — первые представители крупнопанельных домов Домостроительного комбината нового поколения.
Первые такие дома планируется построить по ул. И. Черных, 26 и И. Черных, 22.
По новому проекту дом полностью модернизируется. Во-первых, увеличивается ширина дома с 12 до 16 метров, что позволит увеличить площадь квартир.

## Показатели работы
В 2015 году введено в эксплуатацию 571 тысяч квадратных метров жилых и нежилых помещений (из них 72 процента — в Томской области), оборот компании составил 35,0 млрд рублей.
Предприятиями холдинга произведено 464 тысячи кубометров сборного железобетона, что составило 77 %, объёма производства железобетона в Томской области
Штатная численность персонала составляет 4502 чел.

## Используемые технологии строительства
В 2005 г. в «ТДСК» была внедрена международная система управления качеством ISO9001:2000, в 2007 г. компании был выдан сертификат соответствия ГОСТ Р ISO9001-2008
ТДСК применяет энергосберегающие технологии в производстве железобетона, строительстве жилых и нежилых зданий, при дальнейшей эксплуатации возведённых объектов. В домах компании устанавливаются счётчики воды и электроэнергии, система освещения с акустическими датчиками или датчиками движения, системы видеонаблюдения.
Новая стеновая панель, применяемая при строительстве, стала большим достижением компании. Усовершенствованная стена — трёхслойная, состоит из бетона и утеплителя, по принципу «сэндвича», это позволяет значительно увеличить стойкость панели к температурным потерям, что немаловажно, учитывая сибирский климат в регионах застройки.

В 2015 году была разработана сейсмостойкая домостроительная система КУПАСС, которая при испытаниях выдержала 9 баллов по 12-бальной системе.

## Построенные микрорайоны компании
- Радужный (Томск)
- Зелёные Горки (Томск)
- Подсолнухи (Томск)
- мкр. Комсомольский 48
- Высотный (Томск)
- Содружество (Томск)
- Заречный (Томск)
- Озерки (коттеджный посёлок, Томск)
- Мегарайон Южные Ворота (Томск)
- Солнечный (Томск)
- Мечникова (Томск)
- Радонежский (Томск)
- Ясный (Северск)
- 12 (Северск)
- Тулинка (Новосибирск)
- ЖК Аквамарин (Новосибирск)
- ЖК "Нижне-Луговая" (Томск)
- ЖК Весна (Кемерово)ЖК Ботаника (Томск)

## Прочие объекты
17 детских садов на 2840 мест в 9 муниципальных образованиях Томской области в рамках государственно-частного партнёрства, в том числе в Томске — 9 дошкольных учреждений, включая пос. Тимирязево; по одному — в городах Стрежевом и Северске, сёлах Александровском, Кожевниково и Первомайском, районах — Томский (пос. Зональная станция), Верхнекетский (пос. Белый Яр) и Каргасокский (пос. Нефтяников).
Первый за Уралом бассейн олимпийского класса "Звёздный"с двумя чашами — 50 и 25 метров.
Уникальный для региона медицинский объект — радиологический центр областного онкологического диспансера с 4 каньонами.
Реконструкция международного аэропорта Томск.
Ледовый дворец «Кристалл» в микрорайоне Радужный.
Современные спортивные площадки для детских садов и дворов Академического округа г. Томска.
Строительство социального и арендного жилья для бюджетников, ветеранов.
Очистка томских водоёмов: реки Ушайка и Бурундук, Сенная Курья, озёра — Игуменское, Солнечное, Университетское, Луговое, Мавлюкеевское и каскад озёр Керепеть.
В 2020 году компания начинает строительство жилого комплекса в Целинном переулке для расселения ветхого жилого фонда Томска.
В 2025 году ТДСК готовит ввод в эксплуатацию поликлинику в ЖК "Южные Ворота"

## История компании и важные даты
2025 год
В конце июля 2025 дочерняя компания ТДСК «СУ ТДСК» была подана в суд о признании банкротом из-за долга от томской компании.
ТДСК начала строить школу, которая находится стройплощадка между школой «Эврика-Развитие» и новыми домами на улице Федоровского.
ЖК «На Комсомольском» назван лучшим жилым комплексом Томской области
2024 год
В феврале 2024 достроили жилой комплекс на Нижне-Луговой и на Славского.
Начало строительства школы на улице Высоцкого на 1100 мест.
Ввели в эксплуатацию на улице Петра Федоровского, 10 и 12, но проезд технический.
Возвели первые дома в Ботанике.
Начали строить жилой комплекс на улице Юрия Ковалёва 42.
2023 год
ТДСК построил школу на улице Демьяна Бедного на 1100 мест. 
В декабре завершилось строительство 2 десятиэтажные дома, которые располагается на улице Федоровской, начало строительства микрорайона 8. 
Опубликовано, что после двух девятиэтажных домов, построят семнадцатиэтажку на Федоровского 14. Завершается строительство восьмого микрорайона в 2027 году.
В Южные Ворота достраивают последние дома, в 2024 года могут построить Южные Ворота-2.
Закончилось строительство микрорайона Радонежский. Завершение строительства на Нижнем-Луговом и открытие продажи. Начало и окончание строительства на улице Славского, располагается в Северске, в 1 квартале 2024 могут открыть продажу.
В Кемерове ТДСК строит дома в жилом комплексе Весна, в декабре 2023 первый дом ввели на продажу. В комплексе четыре девятиэтажки, и один детский сад. 

В Новосибирске ТДСК находит участок, для строительства нового микрорайона после строительства  жилого комплекса  Аквамарин, рано или поздно может начаться стройка нового микрорайона.
2022 год
ТДСК начала строительство микрорайона Ботаника (старое название Супервосток).
2021 год
Завершается строительство 8 детских садов расположенных в городе Томске и Томском районе. Также ТДСК ведёт масштабное строительство социальных объектов в Томске, реконструкцию полосы в аэропорту города, планируется завершение строительства ЖК Радонежский и старт нового района под условным названием Южные Ворота-2.
По итогам 10 месяцев 2021 года подразделения ТДСК сдали 104,6 тыс. квадратных метров жилья. В ноябре к ним добавились два детских сада. На подходе новые дошкольные объекты, жилые дома в Радонежском, Южных Воротах и 22-этажная башня в жилом квартале на пр. Комсомольском, 48 в Томске.
2020 год
Завершается строительство ЖК Радонежский в Томске. ЖК Южные Ворота по планам должен расшириться до границ Зональненского сельского поселения, (т. н. Южные Ворота-2) после введения в работу прокола под железной дорогой, который свяжет район с трассой в г. Томск.
В новосибирском ЖК Аквамарин построены несколько домов, введён в работу детский сад, идёт подготовка к строительству школы.
2018 год
Идёт строительство жилого комплекса Аквамарин в Новосибирске. Объявлены планы строительства микрорайона по проекту голландских архитекторов в Томске, на месте бывшего молочного завода, в центре города.
2016
СМУ ТДСК построила жилой дом в посёлке Самусь в рамках переселения граждан из аварийного жилья
2015
Завершён беспрецедентный в РФ проект. За 2 года в рамках ГЧП построено и введено в эксплуатацию 17 детских садов на 2840 мест в 9 муниципальных образованиях Томской области, в том числе 9 в областном центре.
Начато строительство нового жилого мега-района Южные Ворота на границе Томска и пос. Зональная станция площадью 600 тыс. м², 100 из которых будет построено по федеральной программе «Жильё для российской семьи».
В марте завершён шефмонтаж оборудования немецкой фирмы Weckenmann («Векенманн») и начато производство свай в цехе № 1 завода КПД ТДСК по ул. Елизаровых 79/1 производительностью 2000 м. п. в сутки.
В июле в микрорайоне Зелёные горки торжественно открыт первый за Уралом центр водных видов спорта олимпийского класса «Звёздный» с 50 и 25-метровыми чашами.
Завершено строительство первого микрорайона ТДСК в столице СФО — городе Новосибирске, микрорайона Тулинка. Введено в эксплуатацию 5 жилых домов общей площадью 97,5 тыс.м² на 1336 квартир.
На берегу реки Томи начато строительство нового жилого района Радонежский общей площадью 300 тыс. кв. м.
2014
Началась реализация первого в России беспрецедентного проекта по строительству в рамках государственно-частного партнёрства 15 детских садов за 2 года в 9 муниципальных образованиях Томской области. Введены в эксплуатацию первые 7 детских садов.
В июле ЗАО «ТОМ-ДОМ ТДСК» исполнилось 20 лет.
Сданы первые три микрорайона района-миллионника Солнечная долина — Заречный, Подсолнухи и Солнечный.
Введён в эксплуатацию уникальный медицинский объект — радиологический центр областного онкологического диспансера с 4 каньонами.
2013
В составе холдинга ТДСК — 23 дочерних предприятия, общая численность работников — 4600 человек.
В марте заводу КПД ТДСК исполнилось 50 лет.
В мае завершена реконструкция томского аэропорта, получившего статус международного.
В июле немецкая фирма Weckenmann («Векенманн») завершила шефмонтаж второй технологической линии по производству сборного железобетона в цехе № 2 завода КПД ТДСК по Мостовому переулку.
2012
В феврале Томская домостроительная компания отметила 40-летний юбилей.
Начата модернизация производства сборного железобетона на производственной площадке № 2 завода КПД ТДСК в Мостовом переулке.
Преодолён рубеж строительства 300 тысяч м² жилья.
2010
Начата реализация государственной программы по обеспечению жильём участников ВОВ и военнослужащих.
В октябре введён в эксплуатацию спортивный комплекс с ледовой ареной олимпийских стандартов (30 на 60 метров) «Кристалл».
Построено более 1000 квартир для участников ВОВ и военнослужащих, увольняемых в запас.
2008-2009
Несмотря на кризис в российской экономике и строительной отрасли, ТДСК смогла предложить населению доступное и качественное жильё, избежать возникновения проблемы обманутых дольщиков, а в результате стать крупным поставщиком жилья и одним из лидеров экономики Томской области.
2008
Начато строительство жилого района-миллионника Солнечная Долина в рамках государственно-частного партнёрства в Томске.
2006
Томская домостроительная компания вошла в Элиту строительного комплекса России.
2005
23 сентября ТДСК прошла оценку и регистрацию уполномоченной организации NQA на соответствие требованиям стандарта качества ИСО 9001:2000.
2002
Домостроительный комбинат преобразован в строительный холдинг «Томская домостроительная компания», состоящий из девяти дочерних предприятий.
2000
Началось строительство первых ширококорпусных домов нового поколения с требованием СНиП. Впервые два дома были построены на улице Ивана Черных 22, 26.
1996
Создание холдинга «Домостроительный комбинат» в составе шести предприятий.
1992-1993
Период приватизации предприятия, создание акционерного общества.
1990
ДСК возглавил Александр Карлович Шпетер, который руководит компанией и сегодня.
1970-1980-е годы
Строительство пяти- и девятиэтажных домов в Томске (мкр. Каштак, Иркутский тракт, пр. Фрунзе, пл. Южная, Томск-I), в Стрежевом, Кедровом, Колпашеве; строительство базы отдыха в Киреевске и пионерского лагеря в Богашево.
1975
Была запущена в эксплуатацию первая очередь завода крупнопанельного домостроения. В том же году был заложен первый пятиэтажный дом серии 111-75 на ул. С-Щедрина и введён в строй в 1975 году.
1972
1 февраля создан Домостроительный комбинат в Томске. Первый начальник ДСК — Евгений Александрович Калугин.
1964
Построен первый крупнопанельный пятиэтажный дом.
1963
Выпуск первой панели в Томске.